# Équipe de France de football américain
Pour les articles homonymes, voir Équipe de France.
 (janvier 2019).
Si vous disposez d'ouvrages ou d'articles de référence ou si vous connaissez des sites web de qualité traitant du thème abordé ici, merci de compléter l'article en donnant les références utiles à sa vérifiabilité et en les liant à la section « Notes et références ».
L'équipe de France de football américain représente la Fédération française de football américain lors des compétitions internationales, comme le Championnat d'Europe de football américain depuis 1983, la Coupe du monde de football américain depuis 1999 ou les Jeux mondiaux.
Elle est dirigée par Jean-Philippe Dinglor depuis 2019.
L'équipe de France U19 est dirigée par Emmanuel Maguet.
En 2025, le football américain perd son statut de discipline de haut niveau reconnue par le ministère des Sports. Le programme de l'équipe de France est stoppé.

## Histoire

### Parcours européen
Au niveau du Championnat d'Europe, avant les années 2000, les phases finales se déroulaient à quatre équipes après des matchs de qualifications à élimination directe. Lors de cette période l'équipe de France a réussi à atteindre le dernier carré par trois fois (1983, 1985 et 1991) terminant les trois fois à la quatrième place. Après 2001, le format change avec une création de trois niveaux (groupe A, B et C). L'équipe de France évolue dans un premier temps en Groupe B (qui compte quatre sélections nationales) mais elle n'est pas parvenue à s'extraire de cette "D2", coiffée sur le fil par le Royaume-Uni en 2004 (17-18) lors d'un tournoi qui avait lieu en France à Amiens.
Le 31 juillet 2010, l'équipe de France atteint pour la première fois de son histoire une finale de championnat d'Europe mais s'incline face à l'équipe d'Allemagne 26 à 10.
En 2014, l'équipe de France finira troisième après une victoire face à l'équipe de Finlande 35 à 21.
Le 4 août 2018, l'équipe de France remporte son premier titre européen après sa victoire en finale 28-14 face à l'équipe d'Autriche.
En 2019, elle bat la République Tchèque chez elle (28-3), puis la Serbie à Lille (13-7) et se qualifie pour les demi-finales du championnat européen. Elle est défaite par l'Italie en demi-finale, puis par la Finlande lors de la rencontre pour la 3e place, en 2021.

### Coupe du monde
Si les compétitions européennes s'avèrent plutôt décevantes pour les Français avant 2010, ce n'est pas le cas en Coupe du monde. La France se qualifie ainsi dans le dernier carré mondial en 2003 après avoir écarté la Suède en huitièmes de finale (23-0) puis la bête noire finlandaise en quarts (16-0). La France s'incline en demi-finale face aux champions du monde japonais, 6-23, puis perd pour le compte de la 3e place contre l'équipe allemande.
L'équipe de France prépare le match qualificatif pour la troisième édition de la Coupe du monde qui l'opposera aux vainqueurs d'un match Finlande-Russie en affrontant le 12 août 2006 Team USA, une formation américaine qui fait office d'équipe nationale américaine amateur. Les visiteurs s'imposent logiquement 33-3.
Le 6 janvier 2007, les Français s'imposent 25-6 face à la Finlande et empochent leur billet pour participer à la phase finale de la Coupe du monde en juillet 2007 au Japon où ils terminent sixièmes.

### Jeux mondiaux
L'équipe de France participe pour la première fois aux Jeux mondiaux en 2005 et remporte la 3e place après avoir battu l'Australie 14-0.
Le 24 juillet 2017, l'équipe de France remporte les Jeux mondiaux 2017 après sa victoire en finale contre l'Allemagne sur le score de 14 à 6.

## Palmarès

### Coupe du monde de football américain
- 1999 : Non qualifiée ;
- 2003 : Quatrième. Battu en finale pour la 3e place (médaille de bronze) par l'Allemagne 36-7[5];
- 2007 : Sixième. Battu en finale pour la 5e place par la Corée du Sud 3-0[6];
- 2011 : Sixième. Battu en finale pour la 5e place par l'Allemagne 21-17[7];
- 2015 : Quatrième. Battu en finale pour la 3e place (médaille de bronze) par le Mexique 20-7[8].
- 2025 : À Venir

### Jeux mondiaux
- 2005 :  Troisième des Jeux mondiaux de 2005 ;
- 2017 :  Champion des Jeux mondiaux de 2017[9].

### Championnat d'Europe de football américain
- 1983 : Quatrième. Battu en finale pour la 3e place (médaille de bronze) par l'Allemagne 27-20 ;
- 1985 : Quatrième. Battu en finale pour la 3e place (médaille de bronze) par l'Allemagne 13-0 ;
- 1987 : quart de finaliste, éliminé par le Royaume-Uni (2-58 et 0-26) ;
- 1989 : quart de finaliste, éliminé par le Royaume-Uni (35-6) ;
- 1991 : Quatrième. Battu en finale pour la 3e place (médaille de bronze) par les Pays-Bas 17-12 ;
- 1993 : éliminé en tour préliminaire ;
- 1995 : quart de finaliste, éliminé par l'Italie (13-6) ;
- 1997 : éliminé en tour préliminaire ;
- 2000 : quart de finaliste, Classé à la 6e place, éliminé par le Royaume-Uni (42-0) ;
- 2001 : quart de finaliste, Classé à la 5e place, éliminé par l'Allemagne (31-18) ;
- 2005 : Groupe B (2e en 2004, derrière le Royaume-Uni) ; |date=10 janvier 2019}}.
- 2010 :  Médaille d'argent. Battus en finale par l'Allemagne (26-10)[10] ;
- 2014 :  Médaille de bronze. Vainqueur de la Finlande (35-21) lors du match pour la troisième place ;
- 2018 :  Vainqueur de la première coupe d'Europe de son histoire face à l'Autriche 28 à 14 ;
- 2021 : Quatrième. Battu en finale pour la 3e place (médaille de bronze) par la Finlande 14-6.
- 2023 : Septième.
- 2025 : À venir

## Matchs amicaux
| Date | Domicile           | Score | Déplacement             | Lieu                           |
| ---- | ------------------ | ----- | ----------------------- | ------------------------------ |
| 1985 | Grande-Bretagne    | 07-0  | France                  | Walton & Hersham FC            |
| 1985 | France             | 00-28 | États-Unis              | Fréjus                         |
| 1989 | France             | 74-06 | Espagne                 | Istres, Stade Bardin           |
| 1991 | France             | 26-14 | Russie                  | Albertville                    |
| 1991 | France             | 34-0  | Australie               | Orléans                        |
| 1992 | France             | 40-13 | UQO Torrents            | Sainte-Maxime                  |
| 1992 | France             | 00-41 | Albright Lions          | Vichy                          |
| 1994 | France             | 15-21 | Étoiles du Québec       | Nantes                         |
| 1998 | France             | 12-19 | Central College         |                                |
| 2001 | France             | 48-20 | Stuttgart Scorpions     | Thonon-les-Bains               |
| 2003 | France             | 60-0  | République Tchèque      | Strasbourg                     |
| 2004 | France             | 08-12 | Suède                   | Lille                          |
| 2006 | France             | 03-33 | États-Unis              | Thonon-Les-Bains               |
| 2008 | France             | 06-13 | Grande-Bretagne         | Amiens                         |
| 2008 | Suède              | 17-27 | France                  | Stockholm                      |
| 2008 | France             | 21-49 | Allemagne               | Valence                        |
| 2009 | Grande-Bretagne    | 07-21 | France                  |                                |
| 2012 | France             | 26-14 | Suède                   | Strasbourg                     |
| 2013 | France             | 13-20 | Augustana College (USA) | Lille, Stade Métropole         |
| 2013 | Suède              | 48-57 | France                  | Örebro                         |
| 2013 | France             | 36-07 | Team USA Eagles (USA)   | Le Mans, MMArena               |
| 2016 | Italie             | 15-23 | France                  | Castel Giorgio                 |
| 2019 | République tchèque | 03-28 | France                  | Jihlava                        |
| 2019 | France             | 13-07 | Serbie                  | Villeneuve-d'Ascq, Stadium     |
| 2021 | Finlande           | 14-06 | France                  | Vantaa                         |
| 2022 | France             | 07-35 | Autriche                | Marseille, Stade Pierre-Delort |

## Palmarès juniors
NFL Global Junior Championship
- 2005 : Cinquièmes. Battue 12-0 par le Mexique, 19-0 par les États-Unis, 27-0 par le Canada en phase de poule, la France signe un succès 7-6 face aux Japonais. En phase finale, les jeunes Français sont battus par le Japon 21-13 puis par le Mexique 42-0 ;[réf. nécessaire]
- 2007 : Sixièmes. Battus 28-0 par les Japonais puis 14-0 par les Canadiens, les jeunes Français s'inclinent en finale pour la 5e place 14-6 face au Panama.[réf. nécessaire]

Championnat du monde juniors de football américain
- 2009 : 5e. Battue 78-0 par les États-Unis, puis 24-14 par la Suède. En phase finale, les jeunes Français signe un succès face à la Nouvelle-Zélande 21-13 pour la 7e place ;[réf. nécessaire]
- 2012 : 6e. Battus 27-6 par le Japon puis ils gagnent 41-0 contre la Suède, les jeunes Français s'inclinent en finale pour la 5e place 27-14 face au Samoa Américaines ;[réf. nécessaire]
- 2014 : 6e. En phase finale, les jeunes Français s'inclinent en finale pour la 5e place 30-7 face au Japon.[réf. nécessaire]

Championnat d'Europe juniors de football américain
- 1992 :  Finaliste du Championnat d'Europe juniors de football américain ;[réf. nécessaire]
- 1998 :  Finaliste du Championnat d'Europe juniors de football américain ;[réf. nécessaire]
- 2002 : 4e du Championnat d'Europe juniors de football américain ;[réf. nécessaire]
- 2004 :  Vainqueur du Championnat d'Europe juniors de football américain ;[réf. nécessaire]
- 2006 :  Vainqueur du Championnat d'Europe juniors de football américain ;[réf. nécessaire]
- 2008 :  Médaille de Bronze Championnat d'Europe juniors de football américain ;[réf. nécessaire]
- 2011 :  Finaliste du Championnat d'Europe juniors de football américain ;[réf. nécessaire]
- 2013 :  Finaliste du Championnat d'Europe juniors de football américain ;[réf. nécessaire]
- 2015 : 4e du Championnat d'Europe juniors de football américain ;[réf. nécessaire]
- 2017 :  Finaliste du Championnat d'Europe juniors de football américain.[réf. nécessaire]
- 2019 :  Médaille de Bronze Championnat d'Europe juniors de football américain ;[réf. nécessaire]
- 2022 : 4e du Championnat d'Europe juniors de football américain ;[réf. nécessaire]